# Etien Velikonja
Etien Velikonja (* 26. Dezember 1988 in Šempeter pri Gorici, SFR Jugoslawien) ist ein slowenischer Fußballspieler.

## Karriere

### Verein
Von 2006 bis 2010 spielte Velikonja in der ersten Liga Sloweniens für ND Gorica. In der Saison 2008/09 wurde der Stürmer mit 17 Treffern Torschützenkönig. Ab der Saison 2010/11 spielte er für den slowenischen Rekordmeister NK Maribor, mit dem er 2011 und 2012 die Meisterschaft errang. Es folgte Cardiff City und von dort Ausleihen zum Rio Ave FC sowie Lierse SK. 2016 schloss er sich dem NK Olimpija Ljubljana an. Die Rückrunde der Saison 2016/17 spielte er beim türkischen Erstligisten Gençlerbirliği Ankara und wechselte dann im Sommer 2017 zum niederländischen Klub Willem II Tilburg. Doch nur ein Jahr später kehrt er zu seinem Heimatverein ND Gorica zurück.

### Nationalmannschaft
Velikonja ist mehrfacher U-21-Nationalspieler. In der slowenischen A-Nationalmannschaft debütierte er am 12. August 2009 im WM-Qualifikationsspiel gegen San Marino.

## Erfolge
- Slowenischer Meister: 2011, 2012
- Slowenischer Pokalsieger: 2012
- Torschützenkönig Slowenien: 2009
- Torschützenkönig Belgien: 2016